# Acta de Establecimiento
El Acta de Establecimiento o Ley de Instauración (en inglés, Act of Settlement) es una ley del Parlamento de Inglaterra, que garantiza la sucesión a la Corona de Inglaterra a los miembros de la familia protestante de la casa de Hannover que estuvo ligada a los Estuardo por una hija de Jacobo I. Esta disposición buscaba la exclusión del trono de un rey favorable al catolicismo y cortar las pretensiones de Jacobo Francisco Estuardo, católico, al que Luis XIV reconoció rey de Inglaterra en 1701, con el nombre de Jacobo III. 
Cuando la reina Ana Estuardo, la última de los Estuardo protestante, murió sin hijos, Jorge, elector de Hanóver, se convirtió en rey de Gran Bretaña y de Irlanda con el nombre de Jorge I en 1714 en virtud de los términos del Acta de Establecimiento.
Hoy en día, esta Acta de Establecimiento es la principal ley del Parlamento que regula la sucesión al trono británico, así como de otros países de la Commonwealth, bien porque se remiten al mismo, bien porque incorporan parte de él a la constitución de ese país en particular. Como tal, el Acta continúa siendo parte importante del Reino Unido y de otros países de la Commonwealth. El Acta fue aprobada por el Parlamento de Inglaterra y más tarde se extendió a Escocia por los términos del Acta de Unión (1707).